# 奈爾峰 (格拉魯斯山)
46°41′56″N 8°42′32″E / 46.698974°N 8.708968°E

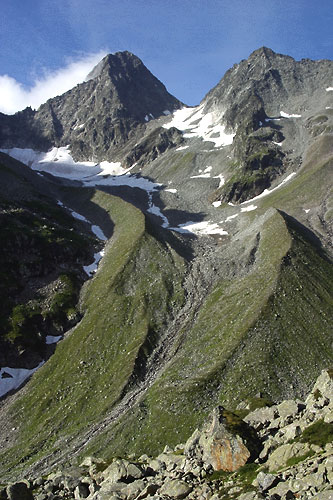

奈爾峰（Piz Nair），是瑞士的山峰，位於該國中東部，處於格勞賓登州和烏里州接壤的邊界，屬於格拉魯斯山的一部分，海拔高度3,059米，每年平均降雨量2,385毫米。